# Buça
Buça (serb. Буча, Buča) – wieś w Kosowie, w regionie Prizren, w gminie Dragaš. W 2011 roku liczyła 645 mieszkańców. 